# Không kích căn cứ không quân Marneuli
Các máy bay Nga ném bom tấn công các căn cứ không quân của Gruzia ngày 8 tháng 8 năm 2008, gây ra một số thiệt hại, trong Chiến tranh Nam Ossetia 2008.

## Nguyên nhân
Trước đó, Gruzia mở một cuộc tấn công quân sự lớn để chiếm lại tỉnh ly khai Nam Ossetia, đưa tới việc Moskva gởi xe tăng vào trong vùng, đe dọa một cuộc chiến tranh toàn diện giữa Nga và Gruzia, một đồng minh trung thành của Hoa Kỳ. Hàng trăm người đã thiệt mạng kể từ khi tỉnh ly khai này chiếm được độc lập trên thực tế trong một cuộc chiến tranh chống Gruzia đã chấm dứt vào năm 1992.

## Mở màn
Giao tranh bùng nổ giữa lúc hầu hết thế giới chú trọng vào lễ khai mạc Thế vận hội 2008, và nhiều nhà lãnh đạo, kể cả Thủ tướng Nga Vladimir Putin và Tổng thống George W. Bush, trên đường tới Bắc Kinh. Lãnh tụ ly khai của Nam Ossertian, ông Eduard Kokoity, nói rằng hàng trăm thường dân bị giết chết. Nga có các binh sĩ ở Nam Ossetia với tư cách lực lượng duy trì hòa bình, nhưng Gruzia cáo buộc rằng họ ủng hộ những người ly khai.

## Tấn công
Gruzia nói rằng một cuộc không kích của Nga trên căn cứ không quân Marneuli phá hủy vài máy bay quân sự của Gruzia và gây ra các thiệt hại khác. Bộ ngoại giao nói máy bay Nga cũng oanh tạc một căn cứ khác ở Bolnisi. Theo đài truyền hình Rustavi 2, bốn người bị giết chết và năm người khác bị thương tại căn cứ không quân Marneuli của Gruzia. Bộ ngoại giao Gruzia nói cuộc ném bom là một bằng chứng khác về sự gây hấn của Nga chống lại Gruzia và kêu gọi cộng đồng thế giới giúp chấm dứt chuyện đó.